# Pitcairnia eximia
Pitcairnia eximia är en gräsväxtart som beskrevs av Carl Christian Mez. Pitcairnia eximia ingår i släktet Pitcairnia och familjen Bromeliaceae. Inga underarter finns listade i Catalogue of Life.